# Waynesville (Illinois)
Waynesville es una villa ubicada en el condado de DeWitt en el estado estadounidense de Illinois. En el Censo de 2010 tenía una población de 434 habitantes y una densidad poblacional de 518,79 personas por km².

## Geografía
Waynesville se encuentra ubicada en las coordenadas 40°14′28″N 89°7′28″O / 40.24111, -89.12444. Según la Oficina del Censo de los Estados Unidos, Waynesville tiene una superficie total de 0.84 km², de la cual 0.84 km² corresponden a tierra firme y (0%) 0 km² es agua.

## Demografía
Según el censo de 2010, había 434 personas residiendo en Waynesville. La densidad de población era de 518,79 hab./km². De los 434 habitantes, Waynesville estaba compuesto por el 99.77% blancos, el 0% eran afroamericanos, el 0% eran amerindios, el 0% eran asiáticos, el 0% eran isleños del Pacífico, el 0% eran de otras razas y el 0.23% pertenecían a dos o más razas. Del total de la población el 0% eran hispanos o latinos de cualquier raza.